# Radhi
Radhi è uno dei cinque comuni del dipartimento di Tamchekett, situato nella regione di Hodh-Gharbi in Mauritania. Nel censimento della popolazione del 2000 contava 7.937 abitanti.